# Tęsknica
Tęsknica, tęsknota, osmętnica – demon słowiański wyobrażany w postaci bladego widma kobiecego, stanowiący personifikację stanu chorobliwego zadumania, rozmarzenia czy utęsknienia.
Tęsknica spadała z nieba wraz z gwiazdami, z czarnej chmury burzowej. Była bladym widmem, na głowie nosiła wianek z suchej paproci, owijała się szarą płachtą wyciągniętą spod tapczanu umarłego, na nogi wkładała chodaki, które sama sobie plotła z zielonej trzciny wyrwanej z jeziora lub z wici rosnącymi nad wodami. Chodziła wolnym krokiem, ze spuszczoną głową, siadała najczęściej pod cmentarzami lub figurami przy rozstajnych drogach.
Kiedy znajdywała smętne, smutne, zapłakane, samotne dziewczyny, siadała przy nich, obejmowała w wychudłe ręce i całowała w usta, kładła ciężką dłoń na serce. Tęsknica dotykała najczęściej młode kobiety, które jeszcze nie miały dzieci. Tych kobiet nic nie bolało i nie miały żadnych blizn na ciele, ale dotknięte przez tęsknotę traciły wigor, nie piły i nie jadły, trapiły je bezsenność, stawały się osłabione i bezwładne. Zwykle niedługo żyły takie dziewczyny. Jedynym ich ratunkiem jeśli przybędą, były Trzy Niewiady, anioły boże niewidoczne dla ludzi, przychodzące z nieba w pomocy.
Do leczenia melancholii podawano ciemiernik - silnie toksyczną roślinę. Wymioty i biegunka miały spowodować wydalenie nadmiaru czarnej żółci, co miało przywrócić chęć do życia.